# Ferrovia Vicenza-Treviso

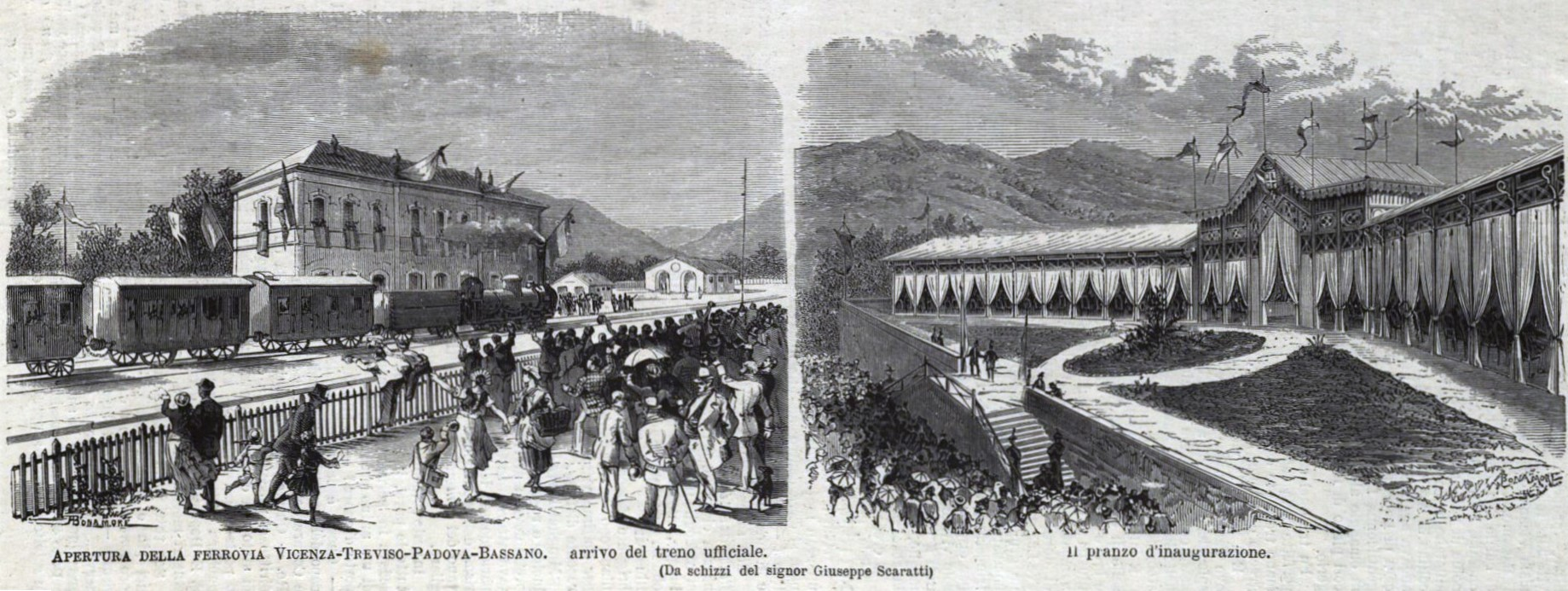
Apertura della ferrovia Vicenza-Treviso-Padova-Bassano.

La ferrovia Vicenza-Treviso è una linea ferroviaria italiana di proprietà statale che unisce il capoluogo di Vicenza con quello di Treviso.
La linea è a doppio binario ed è elettrificata a 3000 volt corrente continua.  La gestione dell'infrastruttura e degli impianti ferroviari è affidata a RFI S.p.A., società del gruppo Ferrovie dello Stato, che qualifica la linea come complementare.

## Storia
| Tratta                         | Inaugurazione     |
| ------------------------------ | ----------------- |
| Treviso-Castelfranco Veneto    | 16 luglio 1877    |
| Castelfranco Veneto-Cittadella | 8 agosto 1877     |
| Cittadella-Vicenza             | 12 settembre 1877 |

La linea ferroviaria nacque per iniziativa delle province di Padova, Treviso e Vicenza allo scopo di migliorare i collegamenti fra le tre città e le zone delle loro province ad essa interessate.
Verso la metà degli anni settanta del XIX secolo, a seguito dell'approvazione della Legge 29 giugno 1873, n. 1473, il contesto legislativo era favorevole al rilascio di concessioni agli enti locali, per cui le tre provincie si riunirono in un consorzio e chiesero al Governo italiano la concessione della Vicenza-Treviso e della Bassano del Grappa-Padova. I rappresentanti delle tre Deputazioni si rivolsero quindi alla Società Veneta per Imprese e Costruzioni pubbliche (SV), che in quel periodo stava procedendo alla costruzione della Vicenza-Schio, proponendo la costruzione e l'esercizio delle due linee. Il presidente della società, il conte Vincenzo Stefano Breda, approvò la proposta e fu stipulato un contratto che stabiliva l'esercizio ventennale da parte della SV al termine del quale la società avrebbe restituito le linee al consorzio.
La linea fu aperta completamente il 12 settembre 1877 con l'inaugurazione della tratta tra la stazione di Vicenza e quella di Cittadella. Nelle settimane precedenti si era proceduto ad inaugurare i tronchi fra Treviso e Castelfranco Veneto (16 luglio) e fra Castelfranco e Cittadella (8 agosto).
Nel 1882 la gestione da parte del Consorzio e della Società Veneta si dimostrò deficitaria per cui fu decretato l'esercizio da parte dello Stato, il quale fu effettuato dalla Società Italiana per le strade ferrate meridionali (dal 1885, nell'ambito della Rete Adriatica). Nel 1896, al termine dell'accordo ventennale, la Veneta chiese la proroga della concessione che le fu accordata. Poiché la situazione finanziaria era stata risolta anni prima, assieme alla proroga la società ottenne in cambio il ritorno all'esercizio diretto della linea.
Il 1º luglio 1905, la gestione delle tre grandi reti ferroviarie, la Mediterranea, l'Adriatica e la Sicula, passò allo Stato. Il Governo procedette al riscatto di quelle linee che facevano parte delle tre reti, ma che erano proprietà di società private. Anche le linee consorziali della Veneta, compresa quindi la Vicenza – Treviso, furono interessate dal fenomeno e furono riscattate nel corso del 1906. L'esercizio passò alle Ferrovie dello Stato che nel 1911 procedette al raddoppio della strada ferrata.
Il 7 agosto 1974 si verificò un incidente ferroviario: la Freccia delle Dolomiti (Milano-Calalzo, treno 167) giunge alla velocità di 110 km/h al passaggio a livello fra Carmignano e Fontaniva, ma le sbarre (che dovevano essere azionate manualmente) non erano ancora abbassate, forse per un colpo di sonno del casellante: il treno si schianta contro il rimorchio di un autotreno in transito. Muoiono 3 ferrovieri e 2 passeggeri, con circa 30 feriti di cui alcuni gravi.
Nel maggio 1977 furono avviati i lavori di elettrificazione della linea che si protrassero per quasi due anni: la nuova trazione fu attivata il 27 maggio 1979.

## Caratteristiche
La ferrovia è a doppio binario banalizzato. Lo scartamento ferroviario adottato è quello ordinario da 1435 mm, mentre l'armamento è composto da rotaie Vignoles 60 UNI.
La linea è elettrificata a corrente continua 3000 volt ed è alimentata da due sottostazioni elettriche, una posta a Carmignano di Brenta e l'altra posta presso Castelfranco Veneto. Entrambe sono raccordate.
L'infrastruttura è attrezzata con il Sistema di Comando e Controllo (SCC). L'esercizio è affidato al Dirigente Centrale Operativo avente sede presso la sala SCC di Mestre.

### Percorso
| Continuation backward |

| Station on track |

| Unknown route-map component "CONTgq" | Unknown route-map component "ABZgr" |  |

|  | Unknown route-map component "ABZgl+xl" | Unknown route-map component "CONTfq" |

| Unknown route-map component "SKRZ-Au" |

| Unknown route-map component "HSTeBHF" |

| Unknown route-map component "hKRZWae" |

| Station on track |

| Unknown route-map component "exdCONTgq" | Unknown route-map component "d" + Unknown route-map component "exSTR+r" | Straight track |  |

| Unknown route-map component "vexBHF-STR" | Unknown route-map component "d" |

| Unknown route-map component "ev-SHI2g+r" | Unknown route-map component "d" |

| Unknown route-map component "HSTeBHF" |

| Unknown route-map component "hKRZWae" |

| Stop on track |

| Unknown route-map component "CONTgq" | Unknown route-map component "ABZg+r" |  |

| Station on track |

|  | Unknown route-map component "ABZgl" | Unknown route-map component "CONTfq" |

| Stop on track |

| Unknown route-map component "KDSTaq" | Unknown route-map component "ABZg+r" |  |

| Stop on track |

| Unknown route-map component "CONTgq" | Unknown route-map component "ABZg+lr" | Unknown route-map component "CONTfq" |

| Station on track |

| Unknown route-map component "CONTgq" | Unknown route-map component "ABZglr" | Unknown route-map component "CONTfq" |

| Stop on track |

| Station on track |

| Unknown route-map component "HSTeBHF" |

| Unknown route-map component "exCONTgq" | Unknown route-map component "eABZg+r" |  |

|  | Unknown route-map component "ABZg+l" | Unknown route-map component "CONTfq" |

| Non-passenger station/depot on track |

| Unknown route-map component "hKRZWae" |

| Unknown route-map component "CONTgq" | Unknown route-map component "ABZg+r" |  |

| Station on track |

| Unknown route-map component "CONTgq" | Unknown route-map component "ABZgr" |  |

| Continuation forward |

Note
- Il Doppio Bivio Bacchiglione era la località di servizio dove la ferrovia Vicenza-Schio si separava dalla Vicenza-Treviso. Nel 1987 è stato aperto il tratto in doppio binario della linea per Schio il quale affianca quello della linea per Treviso tra la stazione di Vicenza e il Doppio Bivio. Questa località è stata dismessa di conseguenza.
- Nei pressi della stazione di Cittadella, in piena linea, sono presenti due raccordi con la Siderurgica Gabrielli.
- Presso la stazione di San Pietro in Gu è presente un raccordo con il mangimificio Veronesi.
- Tra la fermata di San Martino di Lupari e quella di Galliera Veneta-Tombolo è presente un raccordo a servizio della Agriservice.
- L'impianto di Treviso Porta Santi Quaranta è attualmente ricompreso nella stazione di Treviso Centrale. L'ex scalo merci di questa stazione, indicato anche con il nome di Treviso Scalo Porta Santi Quaranta, è un piccolo fascio merci utilizzato esclusivamente per il ricovero di mezzi utilizzati per la manutenzione dell'infrastruttura ferroviaria[12].

## Traffico
La linea è interessata dai treni regionali che collegano la stazione di Vicenza con Treviso Centrale. È anche utilizzata dai treni merci di diverse società ferroviarie.
Nella seconda fase del Sistema Ferroviario Metropolitano Regionale si prevede di attivare un servizio cadenzato tra Vicenza e Castelfranco Veneto e di riaprire la stazione di Lisiera, posta nel comune di Bolzano Vicentino.
Fino all'inizio di ottobre del 2016 la linea era servita anche da un collegamento mattutino a lunga percorrenza da Udine a Milano Centrale espletato da un Frecciabianca (prima da un Intercity). La sera era presente anche un collegamento inverso da Milano a Udine.